# Flowering Plants of Africa
Flowering Plants of Africa (abreviado Fl. Pl. Africa) fue una revista ilustrada con descripciones botánicas que fue editada en Sudáfrica. Se publica desde el año 1945 con el nombre de Flowering Plants of Africa. A Magazine Containing Coloured Figures with Descriptions of the Flowering Plants Indigenous in Africa. Pretoria and Ashford. Fue precedida por Flowering Plants of South Africa.
Es una serie de revistas ilustradas botánicas similares a la revista Botanical Magazine, que se inició con plantas con flores de Sudáfrica por  Illtyd Buller Pole-Evans en 1920 y actualmente es publicado por el Instituto de Biodiversidad Nacional de Sudáfrica (SANBI) en Pretoria. La revista muestra y describe las plantas con flores de África y las islas vecinas.
Los artistas botánicos más notables que han contribuido a sus páginas incluyen a:  Gillian Condy, Fay Anderson, Auriol Batten, Rosemary Holcroft, Betty Connell, Cythna Letty (que fue responsable de más de 700 placas), Barbara Pike y Ellaphie Ward-Hilhorst. Los números están impresos en la cubierta y miden 250 x 190 mm.
La serie fue editada por Robert Allen Dyer quien fue sucedido por Leslie Edward Wostall Codd.